# Леон Андреасен
Леон Андреасен (дан. Leon Andreasen, нар. 23 квітня 1983) — данський футболіст, що грав на позиції півзахисника.
Виступав, зокрема, за клуб «Ганновер 96», а також національну збірну Данії.

## Клубна кар'єра
Народився 23 квітня 1983 року. Вихованець футбольної школи клубу «Орхус». Дорослу футбольну кар'єру розпочав 2001 року в основній команді того ж клубу, в якій провів чотири сезони, взявши участь у 105 матчах чемпіонату. 
Згодом з 2005 по 2009 рік грав у складі команд «Вердер», «Майнц 05», «Вердер» та «Фулгем».
У 2009 році перейшов до клубу «Ганновер 96», за який відіграв 7 сезонів. Завершив професійну кар'єру футболіста виступами за команду «Ганновер» у 2016 році.

## Виступи за збірні
У 2001 році дебютував у складі юнацької збірної Данії (U-19), загалом на юнацькому рівні взяв участь у 8 іграх.
Протягом 2002–2005 років залучався до складу молодіжної збірної Данії. На молодіжному рівні зіграв у 23 офіційних матчах, забив 6 голів.
У 2007 році дебютував в офіційних матчах у складі національної збірної Данії.
Загалом протягом кар'єри в національній команді, яка тривала 8 років, провів у її формі 20 матчів, забивши 3 голи.
| Дата       | Місто       | Господарі         | Результат | Гості       | Турнір            | Голи | Примітки    |
| ---------- | ----------- | ----------------- | --------- | ----------- | ----------------- | ---- | ----------- |
| 24-3-2007  | Мадрид      | Іспанія           | 2 – 1     | Данія       | Відбір до ЧЄ 2008 | -    | 34' 63' 74' |
| 28-3-2007  | Дуйсбург    | Німеччина         | 0 – 1     | Данія       | товариський матч  | -    | 46'         |
| 2-6-2007   | Копенгаген  | Данія             | 0 – 3     | Швеція      | Відбір до ЧЄ 2008 | 1    | 35' 77'     |
| 8-9-2007   | Стокгольм   | Швеція            | 0 – 0     | Данія       | Відбір до ЧЄ 2008 | -    | 81'         |
| 12-9-2007  | Орхус       | Данія             | 4 – 0     | Ліхтенштейн | Відбір до ЧЄ 2008 | -    |             |
| 13-10-2007 | Орхус       | Данія             | 1 – 3     | Іспанія     | Відбір до ЧЄ 2008 | -    | 46'         |
| 17-10-2007 | Копенгаген  | Данія             | 3 – 1     | Латвія      | Відбір до ЧЄ 2008 | -    | 32'         |
| 17-11-2007 | Белфаст     | Північна Ірландія | 2 – 1     | Данія       | Відбір до ЧЄ 2008 | -    | 52'         |
| 6-2-2008   | Нова Гориця | Словенія          | 1 – 2     | Данія       | товариський матч  | -    | 46'         |
| 29-5-2008  | Ейндговен   | Нідерланди        | 1 – 1     | Данія       | товариський матч  | -    | 77'         |
| 10-9-2008  | Лісабон     | Португалія        | 2 – 3     | Данія       | Відбір до ЧС 2010 | -    | 88'         |
| 19-11-2008 | Бреннбю     | Данія             | 0 – 1     | Уельс       | товариський матч  | -    | 46'         |
| 11-2-2009  | Пірей       | Греція            | 1 – 1     | Данія       | товариський матч  | -    | 46'         |
| 28-3-2009  | Аттард      | Мальта            | 0 – 3     | Данія       | Відбір до ЧС 2010 | -    | 63'         |
| 1-4-2009   | Копенгаген  | Данія             | 3 – 0     | Албанія     | Відбір до ЧС 2010 | 1    |             |
| 8-9-2012   | Копенгаген  | Данія             | 0 – 0     | Чехія       | Відбір до ЧС 2014 | -    | 58'         |
| 6-9-2013   | Та-Калі     | Мальта            | 1 – 2     | Данія       | Відбір до ЧС 2014 | 1    | 72'         |
| 11-10-2013 | Копенгаген  | Данія             | 2 – 2     | Італія      | Відбір до ЧС 2014 | -    | 82'         |
| 15-10-2013 | Копенгаген  | Данія             | 6 – 0     | Мальта      | Відбір до ЧС 2014 | -    | 65'         |
| 3-9-2014   | Оденсе      | Данія             | 1 – 2     | Туреччина   | товариський матч  | -    | 46'         |
| Усього     |             | Матчів            | 20        |             | Голів             | 3    |             |